# 巴氏拉土蛛
巴氏拉土蛛（学名：Latouchia pavlovi）为螲蟷科拉土蛛属的动物。在中国大陆，分布于山东、陕西、河南等地，常生活于地下生活，生活习性为穴居。该物种的模式产地在青岛。